# Валентинка моряка

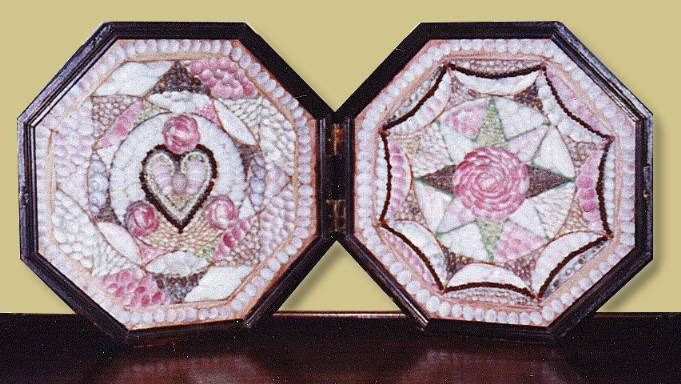
Валентинки моряка, 1870-е гг.

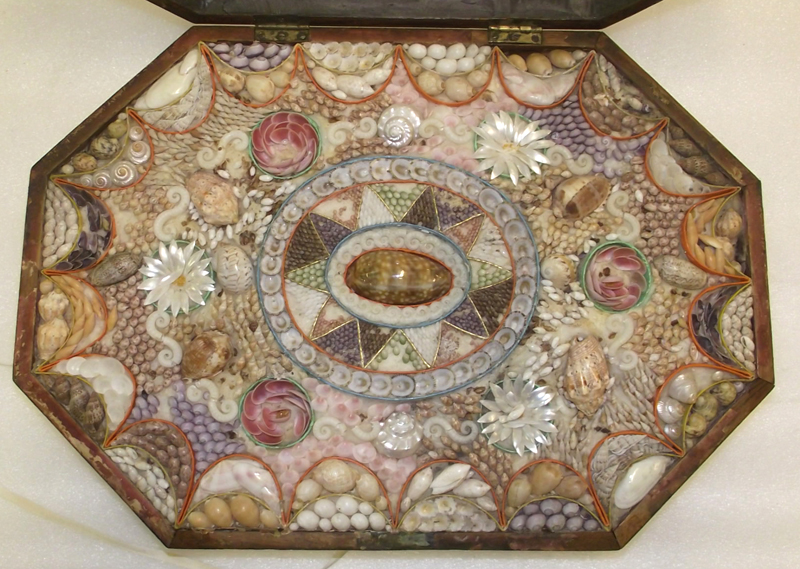
Валентинка моряка из коллекции Музея моряков в Ньюпорт-Ньюс, США

Валентинка моряка (англ. Sailor's valentine) — сувенир, как правило, сентиментального характера, изготовленный из большого числа мелких ракушек. Название получили по аналогии с валентинками — маленькими открытками, которые принято дарить любимым людям в День святого Валентина. Точная дата возникновения традиции изготовления «валентинок моряка» неизвестна, входить в употребление они начали в период с 1830 по 1890 годы, в качестве подарков моряков своим любимым и близким. Многие валентинки моряков были изготовлены на острове Барбадос, который длительное время был важным морским портом. По оценкам историков, жительницы Барбадоса изготавливали валентинки моряков с использованием местных раковин, а в некоторых случаях — из раковин, завезённых из Индонезии, после чего продавали их морякам.
Джон Фондас в свой книге Валентинки моряков (англ. Sailors' Valentines) отметил, что главным центром торговли валентинками моряков была Новая сувенирная лавка в Бриджтауне, где моряки приобретали сувениры. Этот магазин принадлежал англичанам, братьям Бельгрейв.
Валентинка моряка, как правило, представляет собой восьмиугольную деревянную коробку шириной от 8 до 15 дюймов, покрытую стеклом, под которым из разноцветных морских раковин выложена картинка, как правило, симметричная по форме. Картинки часто имеют в центре изображение розы ветров или сердечка, а в некоторых случаях ракушками выложено любовное послание.
В настоящее время «валентинки моряков» являются предметом коллекционирования и продаются в сувенирных магазинах. Многие образцы «валентинок моряков» можно найти в музее Нантакета, штат Массачусетс, США.